# Sorex mutabilis
{{#ifeq:0|0|{{#if:|{{#if:Sorexmutabilis|[[]}}|}}}}
Sorex mutabilis — вид комахоїдних ссавців з родини мідицевих (Soricidae).

## Таксономічні примітки
Відділений від S. veraepacis.

## Географічне поширення
Мексика.